# Каретный мост

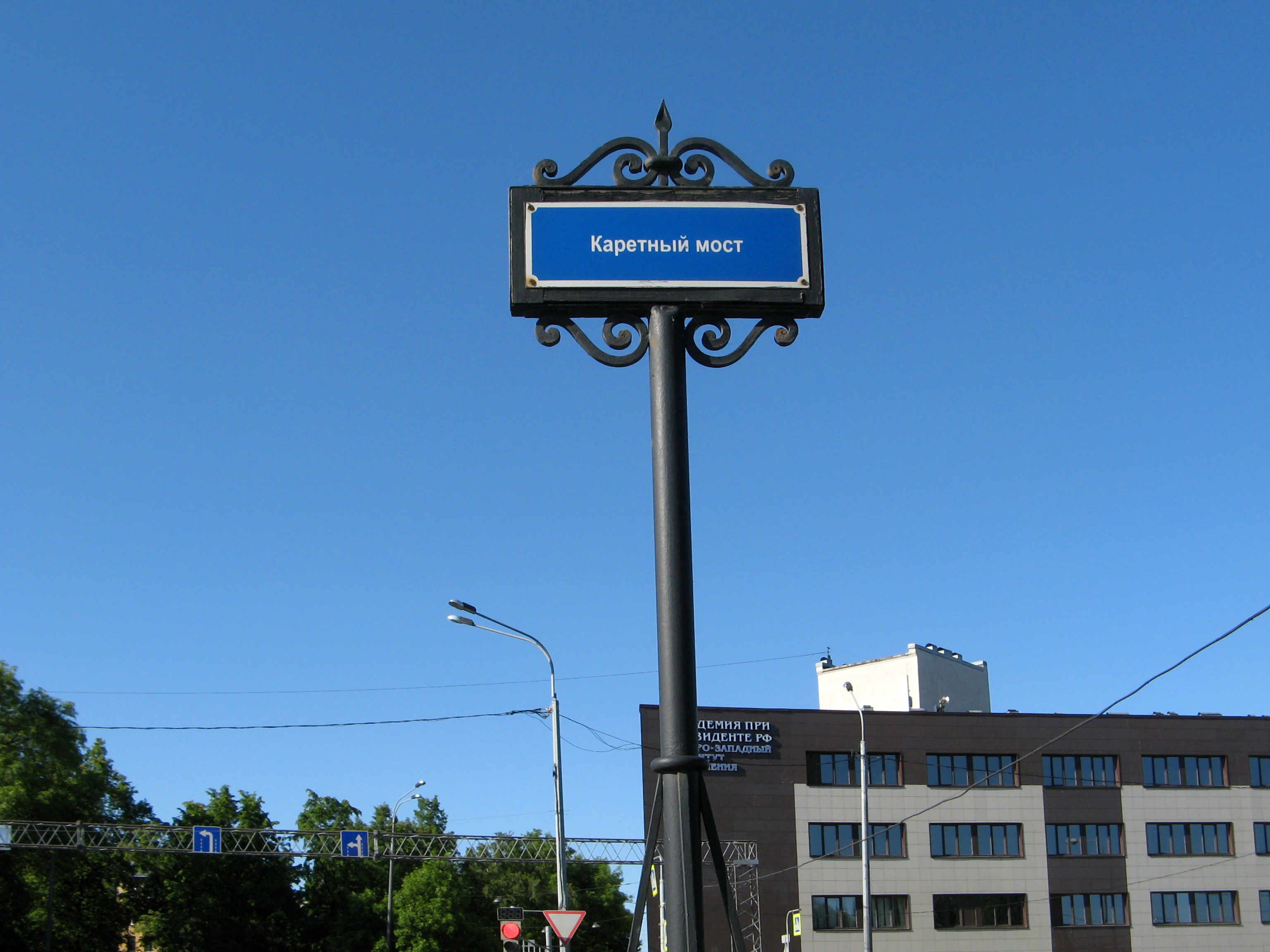
Каретный мост, табличка с названием

Каре́тный мост — автодорожный металлический балочный мост через Обводный канал в Центральном/Фрунзенском районе Санкт-Петербурга, соединяет Безымянный остров и левый берег Обводного канала.

## Расположение
Расположен в створе Днепропетровской улицы. Рядом с мостом расположен Автовокзал.
Выше по течению находятся Американские мосты, ниже — Предтеченский мост.
Ближайшая станция метрополитена — «Обводный канал» 5 линии.

## Название
Проектное название моста было Днепропетровский, по наименованию Днепропетровской улицы. Однако Топонимическая комиссия Санкт-Петербурга, сочтя вариант Днепропетровский «неинтересным», предложила назвать мост Каретным, по бывшей Каретной части (историческому району, располагавшемуся здесь в XIX веке). 27 июля 2012 года название было присвоено официально.

## История
Мост возведён в 2009—2011 годах в составе проекта реконструкции Американских мостов и строительства транспортной магистрали по южному берегу набережной Обводного канала. Заказчиком работ являлся Комитет по благоустройству и дорожному хозяйству администрации Санкт-Петербурга, генподрядчиком — ОАО «Мостострой № 6», непосредственно строительство вело ООО «МВМ». Проект моста разработан в институте «Инжтехнология» (главный инженер проекта — Самусева Е. А.). Рабочая документация подготовлена ЗАО "Институт «Стройпроект» (инженер Гуревич Т. Ю.). Торжественное открытие движения по мосту состоялось 21 ноября 2011 года.

## Конструкция
Мост однопролётный сталежелезобетонный балочный. Пролётное строение состоит из стальных двутавровых балок арочного очертания и монолитной железобетонной плиты проезжей части. Опоры моста на свайном основании, левобережная опора имеет консольную часть. Мост косой в плане, угол косины составляет 75°. Длина моста составляет 45,1 м, ширина – 32,1 м (в том числе ширина проезжей части 23 м и 2 тротуара по 3 м).
Мост предназначен для движения автотранспорта и пешеходов. Проезжая часть моста включает в себя 4 полосы для движения автотранспорта. Покрытие проезжей части и тротуаров — асфальтобетон. Тротуары отделены от проезжей части высоким металлическим парапетом. Перильное ограждение металлическое простого рисунка, на завершается на устоях гранитным парапетом. С низовой и верховой стороны моста (кроме верховой стороны южного берега канала) устроены гранитные лестничные спуски на нижний ярус набережной.